# بارال (باد كاليه)
بارال، باد كاليه (بالفرنسية: Baralle)‏ هي بلدية تقع في إقليم باد كاليه من منطقة نور با دو كاليه في شمال فرنسا. تبلغ مساحة هذه المدينة 7.95 (كم²)، وترتفع عن سطح البحر 69 م، يبلغ عدد سكانها 485 نسمة حسب إحصاء المعهد الوطني للإحصاء والدراسات الاقتصادية سنة 2009 م. وترأس Jean-Pierre Lestocard البلدية خلال فترة (2008-2014).